# مملكة قشتالة
مملكة قشتالة (بالإسبانية: Reino de Castilla) (باللاتينية: Regnum Castellae) كانت واحدة من ممالك القرون الوسطى في شبه جزيرة أيبيريا. برزت ككيان سياسي مستقل في القرن التاسع الميلادي، وكانت تسمى مقاطعة قشتالة (كاستيا) من مملكة ليون. اسمها يفترض أن تكون لها صلة المضيف من القلاع التي شيدت في المنطقة. إنها واحدة من أجداد مملكتي تاج قشتالة castile ومملكة إسبانيا.
مملكة قشتالة هي إحدى أجزاء مملكة ليون في الشمال الغربي لشبه الجزيرة الإسبانية. وقد حدث في مملكة قشتالة سنة 970 م حرب أهليّة داخلية فانقسمت على نفسها إلى قسمين، قسم غربي وهو مملكة ليون نفسها وقسم شرقي سمي مملكة قشتالة. وكلمة قشتالة هي تحريف لكلمة كاستولّة يعني castle يعني قلعة. بدأت مملكة قشتالة تكبر نسبياً في أول عهد ملوك الطوائف فاستعان بها سليمان بن الحكم والبربر على حرب المهدي.

## ممالك شبه جزيرة أيبيريا
كانت سنة فتح العرب لمنطقة البروفانس الفرنسية قد أعقبت الاحتلال والتدمير النرويجي للمنطقة من إبادة وسلب ونهب، ليستغل دوق «ليون» تلك الفوضى، وبدعم من رجال الدين، فيؤسس مملكته الخاصة مملكة ليون في البروفانس عام 879م وعندما مات سنة 887م كان وريثه صغيرا غير قادر على الحكم، مما جعل بقية الأمراء المحليين ينتهزون الفرصة لتأكيد استقلالهم في الحكم، مما جعل لإمبراطورية الكارولنجية في فرنسا تنقسم إلى مملكتين شرقية وغربية.
كان شمال شبه الجزيرة الايبيرية به ثلاثة ممالك مسيحية وهم أرجون ونافار وليون وكانت أكبرها هي مملكة ليون وكانت هذه الممالك تجترئ على الحدود الشمالية الأندلسية وتهجم عليها واحتلت بعض المدن الإسلامية مثل مدينة سالم.

## بروز مملكة قشتالة
برزت مملكة قشتالة عندما استقل بها فرنان غونزاليز Fernan Gonzalez عام 961م وتوسعت فيما حولها وأصبحت قادرة على منازلة ملوك الطوائف بسهولة وفرضت على بعضهم الجزية واشتهر من ملوك قشتالة ألفونسو السادس الذي استولى على طليطلة عام 478هـ/ 1085م مما دعا عرب الأندلس إلى الاستغاثة بالمرابطين ثم الموحدين في شمال إفريقيا.

## البرتغال
في عام 1095 كانت البرتغال إقطاعية حدودية من مملكة ليون. أراضيها البعيدة عن مراكز الحضارة الأوروبية، والتي تتضمن بشكل كبير الجبال والأراضي البرية والغابات، جاورت من الشمال مينهو، ومن الجنوب مونديجو.
أصبح فرناندو الثاني ملك ليون من عام 1157 حتى وفاته. قسم والده مملكته عند وفاته، وباستلام فرديناند عرش ليون، استلم سانشو الثالث ملك قشتالة عرش قشتالة.

## دولة إسبانيا المسيحية
انكفأ المسلمون في الأندلس التي كانت تشمل معظم أجزاء إسبانيا باستثناء بعض المناطق الشمالية الغربية مثل منطقة جليقية أو غاليسيا، فإن المسلمين لم يفرضوا سلطانهم تماماً على هذه النواحي لوعورة مسالكها وبرودة مناخها، فأهملوا جانبها زهداً فيها واستهانة بشأنها. ولهذا استطاعت بعض فلول الجيش القوطي المنهزم بزعامة قائد منهم يدعى «بلاي» أن تعتصم بالجبال الشمالية في هذه المنطقة، وعاشوا على عسل النحل الذي وجدوه في خروق الصخر. ولما أعيى المسلمين أمرهم، تركوهم وانصرفوا عنهم استخفافاً بشأنهم وقالوا: ثلاثون علجاً ما عسى أن يجيء منهم؟.
من هذه المناطق نبتت نواة دولة إسبانيا المسيحية. ونبتت معها حركة المقاومة الإسبانية التي أخذت تنمو وتتسع حتى سيطرت على جميع المناطق الشمالية الغربية التي أصبحت تعرف بمملكة ليون. ولقد أحاطت هذه المملكة نفسها بسلسلة من القلاع والحصون لحماية نفسها من هجمات المسلمين. ولم تلبث هذه القلاع أن اتحدت في القرن العاشر الميلادي تحت زعامة أقوى أمرائها ويدعى فرنان جون زالس، واستقلت عن مملكة ليون وصارت تعرف بإمارة قشتالة. وكانت الكنيسة الكاثوليكية في روما تحرّض الإسبان بشكل مستمر على صدّ المسلمين وقتالهم، ودعت هذه الكنيسة ملوك أوروبا إلى مساعـدة الإسبان ضد العـرب والمسلميـن

## الاستيلاء علىطليطلة
بعد أن ظلت الدولة الإسلامية في الأندلس بضعا من الزمن متماسكة موحدة بدأت تقام ممالك مسيحية في شمال إسبانيا المحررة مثل ممالك «قشتالة» و«مملكة اراجون» و«مملكة ليون» و«الباسك» قامت دولة بني ذو النون في «طليطلة» وبدأ صراع مع ملك«سرقسطة» ابن هود ولجأ الطرفا يطلبان مساعدة ملوك إسبانيا المسيحيين وكان هؤلاء يساعدون المسلمين علي بعض مقابل الحصول علي مال أو قلاع أو أراضي أو مدن واستمر نزاعهما من 1043 الي 1046 وبعد فترة صراعات بين البيت القشتالي انتهى بوحدة مملكتي قشتالة وليون تحت صولجان «الملك الفونسو السادس» وبعد أن استتب له الأمر فرض الحصار علي «طليطلة» في 1084 ولم يقم أحد بمساعدة إخوانهم المسلمين الا المتوكل ابن الافطس الذي ارسل جيشا كبيرا لنجدة توليدو. لكنة تعرض لهزيمة من الجيش المسيحي. واستمر الحصار 9 شهور إلى أن استبد الجوع بالناس ولم تفلح محاولات المسلمين الوصول لتسوية، فلم يرضي «الفونسو» سوي بتسلم المدينة كاملة. وفعلا تم ذلك في25 مايو 1085 وتوجه الي المسجد الكبير الذي حوله إلى كاتدرائية طليطلة، وصلى فية قداس الشكر وصارت طليطلة العاصمة لمملكة قشتالة المسيحية، وتم الاستيلاء عليها وطلب من المسلمين مغادرتها.

## معركة الأرك
بعد هزيمة «ألفونسو الثامن» ملك كاستيا وليون في معركة الأرك عقد هدنة مع المسلمين سنة 1198م. غير أن تلك الهزيمة كانت تقض مضجعه، وتثير في نفسه نوازع الانتقام. فانتهز فرصة الهدنة في تحصين قلاع بلاده الواقعة على الحدود. ونبذ الفُرقة والخصام مع خصومه. حتى إذا وجد في نفسه القوة فنقض المعاهدة وأغار على بلاد المسلمين. فاستنفر سلطان الموحدين الناصر «محمد بن يعقوب» الذي خلف والده المنصور المسلمين للغزو والجهاد من شمال أفريقيا. وعبر البحر إلى الأندلس في 19 من ذي القعدة 607هـ، الموافق 4 من مايو 1211م، ووصل إلى إشبيلية، وأقام بها لإعداد جيشه وتنظيم قواته. ثم تحرك في مطلع سنة (608 هـ= 1211 م) صوب مملكة قشتالة، واستولى على قلعة «شلطبرة» إحدى قلاع مملكة قشتالة بعد حصار دام ثمانية أشهر. ثم عاد بجيشه إلى إشبيلية بعد دخول فصل الشتاء رغبة منه في إراحة جيشه.
ترك ألفونسو الثامن قلعة شلطبرة تقع في قبضة المسلمين دون أن يتحرك لنجدتها وإنقاذها. وصرف همه إلى استنفار أوروبا كلها ضد المسلمين في الأندلس. وبعث الأساقفة إلى البابا «أنوسنت الثالث» بروما يناشده إعلان الحروب الصليبية في أوروبا، وحث أهلها وشعوبها على السير إلى إسبانيا لقتال المسلمين. وعقد مؤتمرًا لتوحيد جهود الإمارات المسيحية في إسبانيا لقتال الموحدين، وأطلق صيحته المشهورة: «كلنا صليبيون»، فتوافدت على طليطلة جموع النصارى المتطوعين من كافة أنحاء المدن الإسبانية، يقودهم القساوسة والأساقفة.
وقد أثمرت جهود «ألفونسو الثامن» في استنفار أوروبا كلها ضد المسلمين، حيث أنذرهم البابا بتوقيع عقوبة الحرمان الكنسي على كل ملك أو أمير يتأخر عن مساعدة ملك قشتالة، كما أعلن الحرب الصليبية. وتوافدت جحافل الصليبيين من كل أنحاء أوروبا استجابة لدعوة البابا، واجتمع منهم نحو سبعين ألف مقاتل، حتى إن طليطلة لم تتسع لهذه الجموع الجرارة، فأقام معظمهم خارج المدينة.
تحركت هذه الجيوش الجرارة التي تجاوزت مائة ألف مقاتل تحت قيادة «ألفونسو الثامن» من مدينة طليطلة في 17 من المحرم سنة 609هـ الموافق 2 من يونيو 1212م، فاخترقت حدود الأندلس، وضربت حصارًا حول قلعة رباح، وكانت حاميتها صغيرة نحو سبعين فارسًا. دافعت الحامية عن موقعها بكل شجاعة وبسالة، واستنجد قائد الحامية «أبو الحجاج يوسف بن فارس» بالخليفة الناصر الموحدي. لكن رسائله لم تكن تصل إلى الخليفة. فلما طال الحصار ورأى «ابن قادس» استحالة المقاومة مع استنفاذ الأقوات وقلة السلاح، ويئس من انتظار وصول المدد، صالح ألفونسو على تسليم الحصن له، على أن يخرج المسلمون آمنين على أنفسهم. واستمر زحف القوات الصليبية، فاستولوا على حصن الأرك وبعض الحصون الأخرى.
ولما علم الناصر بخروج الجيوش المسيحية المجتمعة خرج للقائهم. واستنفر الناس من أقاصي البلاد، فاجتمعت إليه جيوش كثيفة من القبائل المغربية والمتطوعة وجند الموحدين النظاميين، وجند الأندلس. وتألف من تلك الجموع الجرارة جيش عظيم بلغ نحو ثلاثمئة ألف مقاتل. وكان ممن وفد عليه بإشبيلية «أبو الحجاج يوسف بن قادس» قائد حامية رباح، فأمر الناصر بقتله دون أن يسمع حجته أو يحاط علمًا بملابسات التسليم. وأثار قتله غضب الكتائب الأندلسية على الخليفة الناصر الموحدي.
استعد كل من الطرفين للقاء، والتقيا في أحد الوديان بين جبال سير مورينا، وهضبة لينارس، بالقرب من بلدة «تولوسا». ويطلق الأسبان على هذه الوديان اسم «نافاس». ولذا عرفت الموقعة عندهم باسم «لاس نافاس دي تولوسا». ويسمي المؤرخون المسلمون هذا الموضع بـ«العقاب»، نسبة إلى حصن أموي قائم بالقرب من المكان الذي دارت فيه المعركة.
في 17 من يوليو 1212م نشبت المعركة بين الفريقين، وأقبلت مقدمة جموع المسيحيين الضخمة، فاجتاحوا الجند المتطوعة وكانوا في مقدمة الجيش، فأبادوهم عن آخرهم. وتمكنوا من الوصول إلى قلب الجيش الموحدي واشتبكوا معه. لكن القلب صمد لهذا الهجوم الجامح، ولاح النصر للمسلمين.
فلما رأى ذلك ملك قشتالة اندفع بقواته وقوات مملكتي ليون والبرتغال وكانت تمثل قلب الجيش الصليبي. واندفع وراءه ملكا «أرغون» و«نبرة» بقواتهما، وكانا يمثلان جناحي الجيش. فأطبقا على الجيش الموحدي من كل جانب، فاضطربت صفوف الجيش، ولاذ الجند بالفرار؛ مما أربك أوضاع الجيش الذي استسلم للهزيمة القاسية. وفر الناصر من ساحة القتال مع مجموعة من رجاله. وخسر المسلمون الألوف من المقاتلين في الأندلس، وعددا كبيرا من العلماء والفقهاء والقضاء. واستولى المسيحيون على معسكر الموحدين بجميع محتوياته من العتاد والسلاح والخيام والبسط والأقمشة والدواب. ولا تزال بعض أعلام الموحدين وخيمهم في معركة العقاب محفوظة في إسبانيا.
وقد فجع الموحدون بهذه الهزيمة القاسية التي راح ضحيتها الألوف من زهرة جنود المسلمين، مما أضعف دولة الموحدين، وأفقدهم هيبتهم وقوتهم. وبعد وفاة الناصر سنة (610هـ = 1213م) بدأ الضعف يتسلل إلى الدولة، ويتطرق إليها الخلاف والفرقة، مما أضعف الأندلس أيضا. وشجع المسيحيين على تصفية ما بقي للمسلمين من أرض، واختزلت دولتهم في مملكة غرناطة في جنوب الأندلس.

## سقوط غرناطة
اتحدت مملكة ليون وقشتالة مع مملكة أراجون واستطاع الملك فيرنانديو والملكة إيزابيلا، الاستيلاء على الممالك الإسلامية في الأندلس الواحدة تلو الأخرى إلى أن سقطت في أيديهم غرناطة آخر مدن المسلمين سنة 1492.

## اللغة القشتالية
تسمى اللغة الاسبانية أصلا لغة قشتالية، وكانت اللغة الوطنية للقشتاليين، يعتقد بأنها نشأت في كوردييرا، في شمال إسبانيا.و في القرون الثامن والتاسع الميلادي بعد حروب الاسترداد وطرد العرب، نم اشاعة اللغة القشتالية إلى الجنوب كله تقريبا وحلت محل اللغات التي يتكلمها المغاربة في المنطقة، مثل العربية. ولكن، في هذه العملية، حصلت تأثيرات قوية من اللغة العربية واستوعبت تدريجيا في نهاية المطاف وأصبحت تعرف باسم الإسبانية.
أثناء الغزو الإسباني للأمريكتين، كانت اللغة الكاستية هي اللغة السائدة في إسبانيا، وتلك هي اللغة التي أحيلت إلى العالم الجديد من قبل الفاتحين.
في الإسبانية، كلمة castellano (كاستيانو) كثيرا ما يستخدم للإشارة إلى اللغة الإسبانية، إلى جانب español (الإسبانية).